# العاطي الله (فلم)
العاطي الله هو فيلم كوميدي تلفزيوني مغربي من إخراج سامية أقريو سنة 2017، و بطولة كل من رشيد الوالي ومريم الزعيمي وحمزة الفيلالي وغيرهم.
وهي أول تجربة للفنانة سامية أقريو في مجال الإخراج.
وقد تم تصوير مشاهد الفيلم بين مدينتي الرباط والدار البيضاء، وتم عرضه خلال شهر رمضان لسنة 2017.

## القصة
تدور أحداث الفيلم حول رجل بخيل مسن وأرمل (الحاج المعطي) يرث ثروة كبيرة، وبعد أن ورث هذه الثروة من أحد أقرباءه اعتقد أولاده أنهم سيعشون حياة البذخ، لكن تصرفات الحاج المعطي لن تتغير. 